# ゆかいパン
ゆかいパンは、かつて吉本興業で活動していたお笑いコンビ。2005年4月結成。2006年6月2日解散。

## メンバー
- 山崎 尚哉（やまざき なおや、1983年7月4日 - ） ブラジル人担当。
- 中嶋 佑輔（なかじま ゆうすけ、1983年6月8日 - ） アメリカ人担当。

## 概要
ともに東京吉本総合芸能学院の10期生。同期はオリエンタルラジオ（藤森は二人の大学の先輩でもある）。
2005年4月に「ゆかい犯」としてコンビを結成したが、スタッフから「そのコンビ名ではテレビ的にまずい。」と言われ、コンビ名を改名。主にルミネtheよしもとを拠点に活動した。2006年6月2日付で解散。
山崎はその後、川出康介と「ぶらんこ」というコンビで活動していたが2009年2月に解散した。

## ネタ
日本の文化に馴染んでいるブラジル人と、正反対に日本をあまり知らないアメリカ人との妙な掛け合いが中心のコント。このアメリカ人はブラジル人の言う事が通じず、「英語でお願いします。」を連発する。

## 出演
- ゲンセキ（TBSテレビ）- 2005年6月8日放送
- くるくるドカン〜新しい波を探して〜（フジテレビ）